# 2006年冬季残疾人奥林匹克运动会加拿大代表团
2006年冬季残疾人奥林匹克运动会加拿大代表团是加拿大派出的2006年冬季残疾人奥林匹克运动会代表团。获得5枚金牌、3枚银牌和5枚铜牌。